# Suviana
Suviana is een plaats (frazione) in de Italiaanse gemeente Castel di Casio.